# Хетський клинопис

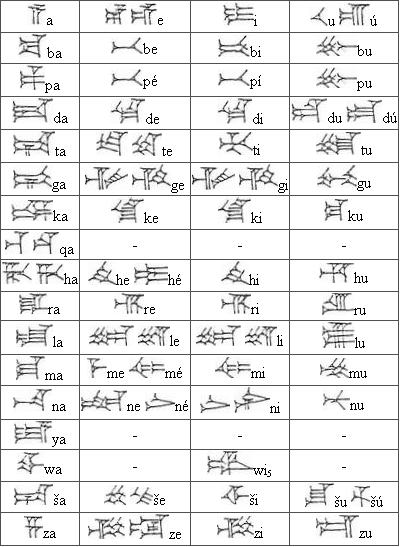
Хетський клинопис

Хетський клинопис (англ. Hittite cuneiform) — система письма, якою користувалися жителі Хетської держави, різновид вавилоно-ассирійського клинопису.

## Історія розшифрування
Розшифровано в 1915–1916 роках Бедржіхом Грозним. Грозний виявив в тексті, записаному аккадським клинописом невідомою мовою, фрагмент, який, будучи транскрибованим латиницею, мав вигляд як «nu ninda en i-iz-za-te-ni wa-a-tar-ma e-ku-ut-te-ni». «Ninda» було зображенням хліба, і Грозний припустив, що фрагмент містить слово «їсти». Далі він припустив, що фрагмент «i-iz-za-te-ni» позначає «їсти», а «wa-a-tar-ma» — «вода». Схожість з іншими мовами вказувало на те, що невідома мова є індоєвропейською. Фрагмент тим самим вдалося перевести як «Тепер ви їстимете хліб і питимете воду». Ґрунтуючись на цьому припущенні Грозний розшифрував весь інший текст.

## Відомі хетські слова
- брат — nignas
- батько — atta
- вода — watar
- зоря — hasterza
- орел — harasà
- птах — suwais
- шлях — itar
- я — uk, ug
- ти — zik

### Граматики
- Фрідріх І. Коротка граматика хетської мови. 1959.
- Friedrich, Johannes. 1960. Hethitisches Elementarbuch. Heidelberg: C. Winter.
- Hoffner, Harry A., and Harold Craig Melchert. 2008. A grammar of the Hittite language. A Grammar of the Hittite Language. Winona Lake, Ind: Eisenbrauns.

### Словники
- Puhvel, Jaan. 1984—2011. Hittite etymological dictionary Vol. 1-8. Berlin: Mouton de Gruyter.
- Güterbock, Hans Gustav, and Harry A. Hoffner. 1980—2005. The Hittite dictionary of the Oriental Institute of the University of Chicago. [Chicago]: Oriental Institute of the University of Chicago. online: http://ochre.lib.uchicago.edu/eCHD/%5Bнедоступне+посилання+з+грудня+2019%5D деякі томи викладені в pdf у відкритому доступі: http://oi.uchicago.edu/research/pubs/catalog/chd/
- Friedrich, Johannes, and Annelies Kammenhuber. 1975—2004. Hethitisches Wörterbuch. (2., Völlig neubearb. Aufl. Auf d. Grundlage d. Ed. Hethit. Texte.) Heidelberg: Winter.

### Підручники
- Вяч. НД Іванов. Хетська мова. 2001.
- Гамкрелідзе Т. В., Іванов Вяч. НД Індоєвропейська мова та індоєвропейці: Реконструкція та історико-типологічний аналіз прамови і протокультура: У 2-х книгах. — Тбілісі: Видавництво Тбіліського університету, 1984.
- Friedrich, Johannes. Hethitisches Keilschrift-Lesebuch. 1960. Heidelberg: C. Winter.
- Zeilfelder, Susanne. Hittite exercise book. 2005. Wiesbaden: Harrassowitz im Kommission